# خوان ميغيل إيشفاريا
خوان ميغيل إيشفاريا هو لاعب قفز طويل كوبي، ولد في 11 أغسطس 1998 في كاماغواي في كوبا.

## وصلات خارجية
- خوان ميغيل إيشفاريا على موقع الاتحاد الدولي لألعاب القوى (الإنجليزية)
- خوان ميغيل إيشفاريا على موقع الدوري الماسي (الإنجليزية)
- خوان ميغيل إيشفاريا على موقع أوليمبيديا (الإنجليزية)